# Офек Меліка
Офек Аарон Меліка (івр. אופק אהרון מליקה, нар. 23 січня 2005) — ізраїльський футболіст, воротар клубу «Маккабі» (Тель-Авів).

## Клубна кар'єра
Меліка народився в Гіватаїмі та є вихованцем молодіжних команд «Хапоель» (Рамат-Ган) та «Хапоель» (Раанана). 4 квітня 2022 року він дебютував за основну команду «Хапоеля» (Раанана) у матчі проти «Хапоеля» (Рамат-Ган), яка завершилась перемогою з рахунком 2:1 у рамках другого дивізіону Ізраїлю. В кінці сезону «Хапоель» вилетів до третього дивізіону, де Офек провів сезон 2022/23.
У червні 2023 року він підписав трирічний контракт з «Маккабі» (Петах-Тіква). Він грав за молодіжну команду та одночасно був третім воротарем у старшій команді, так і не дебютувавши у основній команді.
22 травня 2024 року Маліка приєднався до «Маккабі» (Тель-Авів), уклавши 5-річний контракт. У першому ж сезоні він виграв з командою чемпіонат, Кубок ліги та Суперкубок Ізраїлю, але не був основним воротарем, зігравши лише один матч чемпіонату.

## Вступи за збірні
Меліка виступав за юнацьку збірну Ізраїлю до 17 років у 2021—2022 роках, після чого почав грати за збірну Ізраїлю U-19 у 2022 році.
Згодом Меліка був включений до заявки збірної Ізраїлю до 20 років на молодіжний чемпіонат світу з футболу 2023 року. На турнірі він зіграв лише один матч у грі за 3-тї місце проти Південної Кореї, який Ізраїль виграв з рахунком 3:1, досягнувши таким чином свого найкращого результату, здобувши бронзову нагороду турніру.
2025 року дебютував у складі молодіжної збірної Ізраїлю.

## Особисте життя
Маліка походить із футбольної родини, оскільки його батько Ярон Меліка є колишнім воротарем «Маккабі» (Тель-Авів), його дід Шмуель Меліка також був воротарем і грав за національну збірну, а його дядько Меїр Меліка був нападником «Маккабі» (Тель-Авів). Крім того, його двоюрідний брат, Рой Меліка (син Меїра), теж став футболістом і був нападником у клубі «Хапоель» (Рамат га-Шарон). Його друге ім'я, Аарон, названо на честь його прадіда, який був воротарем «Хапоеля» (Тель-Авів) з середини 1930-х до початку 1950-х років, а також був воротарем збірної Ізраїлю.

## Досягнення
- Чемпіон Ізраїлю: 2024/25
- 'Володар Кубка Тото: 2024/25
- Володар Суперкубка Ізраїлю: 2024